# Alfred Biedermann
Alfred Biedermann (ur. 14 lipca 1866 w Łodzi, zm. 29 sierpnia 1936 w Bad Nauheim) – łódzki fabrykant (przemysł włókienniczy), działacz gospodarczy w skali ogólnopolskiej w zakresie przemysłu włókienniczego i górniczego, jeden z głównych współtwórców łódzkiej komunikacji tramwajowej miejskiej i podmiejskiej (1898–1901), członek Rady Centralnego Związku Polskiego Przemysłu, Górnictwa, Handlu i Finansów w 1920 roku, wieloletni prezes Związku Przemysłu Włókienniczego w Państwie Polskim (1919–1931), długoletni członek Rady Zarządzającej kopalni „Saturn” w Czeladzi.

## Życiorys
Był synem Roberta Ludwika Biedermanna, łódzkiego przemysłowca (właściciela zakładów włókienniczych przy obecnej ul. Jana Kilińskiego 1/3 i 2) i Adelmy z d. Braun. Jednym z jego braci był Bruno Biedermann.
W Łodzi zdobył wykształcenie na poziomie średnim w Wyższej Szkole Realnej przy ówczesnym Rynku Nowego Miasta (ob. pl. Wolności). Kontynuował naukę, najpierw na kierunku chemicznym na Uniwersytecie w Zurichu (1882–1885), a następnie studiował filozofię na Uniwersytecie w Getyndze, którą zakończył dyplomem doktora nauk filozoficznych (1885–1886) i ten tytuł nierozerwalnie związał się z jego nazwiskiem.
Po odbyciu jednorocznej służby wojskowej w charakterze ochotnika, w latach 1887–1889, odbył kilka zawodowych podróży edukacyjnych do fabryk włókienniczych w Niemczech, Francji, Danii i Anglii. Po tym etapie nauki zawodu rozpoczął pracę jako jeden z dyrektorów w zakładach ojca, którymi po jego śmierci w 1899 roku zarządzał.
W czerwcu 1890 roku reaktywował, po kilku latach przerwy, działalność łódzkiej stacji meteorologicznej, założonej we wrześniu 1886 roku staraniem łódzkiego oddziału Towarzystwa Popierania Przemysłu i Handlu.
Był jednym z inicjatorów, wraz z Juliuszem Kunitzerem i kilku innymi łódzkimi fabrykantami, uruchomienia w Łodzi miejskiej (grudzień 1898) i podmiejskiej komunikacji tramwajowej (styczeń 1901). Był długoletnim, nieprzerwanie do śmierci, członkiem zarządów najpierw Konsorcjum, a następnie Towarzystwa Kolei Elektrycznej Łódzkiej (tramwaje miejskie) oraz również najpierw Konsorcjum, a następnie Towarzystwa Łódzkich Wąskotorowych Elektrycznych Kolei Dojazdowych (tramwaje podmiejskie).
W 1899 roku wziął aktywny udział w ciekawej inicjatywie grupy łódzkich fabrykantów (Scheibler, Heinzel, Kunitzer), którzy dla uniezależnienia się od wahań cen śląskiego węgla i obniżenia kosztów produkcji swoich zakładów postanowili kupić tam kopalnię. Wyborem lub okazją stała się kopalnia „Saturn” w Czeladzi w Zagłębiu Dąbrowskim. W tym celu utworzyli Konsorcjum „Saturn”, które po rocznej działalności przekształciło się w Towarzystwo Akcyjne Górniczo-Przemysłowe „Saturn” (statut zatwierdzony przez cara Mikołaja II 3 lipca 1900, zebranie założycielskie 29 września 1900 roku). W tymże Towarzystwie wszedł w skład Rady Zarządzającej, a w niej powierzono mu funkcję wiceprezesa. Z pierwszej puli akcji Towarzystwa (5 mln, podzielonych na 10 tys. akcji po 500 rb), na nazwisko drugiej żony (być może z jej wiana), nabył jego akcje za 517 tys. rubli, a na swoje nazwisko za 30 tys. rubli, czyli nieco ponad 1/10 ich liczby.
W początkach okupacji niemieckiej podczas I wojny światowej był przewodniczącym Rady Czternastu (od 1 sierpnia 1914 roku), przekształconej następnie w Komitet Obywatelski m. Łodzi (od 3 sierpnia 1914 roku), który z kolei został przekształcony w Główny Komitet Obywatelski m. Łodzi (od 10 sierpnia 1914 roku). Po zakończeniu jego działalności wyjechał, w maju 1915 roku, wraz z rodziną do Niemiec, skąd powrócił na początku maja 1918 roku.
Po I wojnie światowej, w Polsce niepodległej, położył duże zasługi w odbudowie polskiego przemysłu włókienniczego, m.in. jako inicjator i wieloletni prezes (1919–1931) Związku Przemysłu Włókienniczego w Państwie Polskim. W latach 20. XX w. (i prawdopodobnie do śmierci w 1936 roku) wraz z Karolem Wilhelmem II Scheiblerem aktywnie pracował również na rzecz rozwoju polskiego górnictwa w Zagłębiu Dąbrowskim – i przy okazji kopalni „Saturn”, której był współudziałowcem i wieloletnim członkiem Rady Zarządzającej – za co zostali obaj uhonorowani Złotymi Krzyżami Zasługi w marcu 1930 roku.

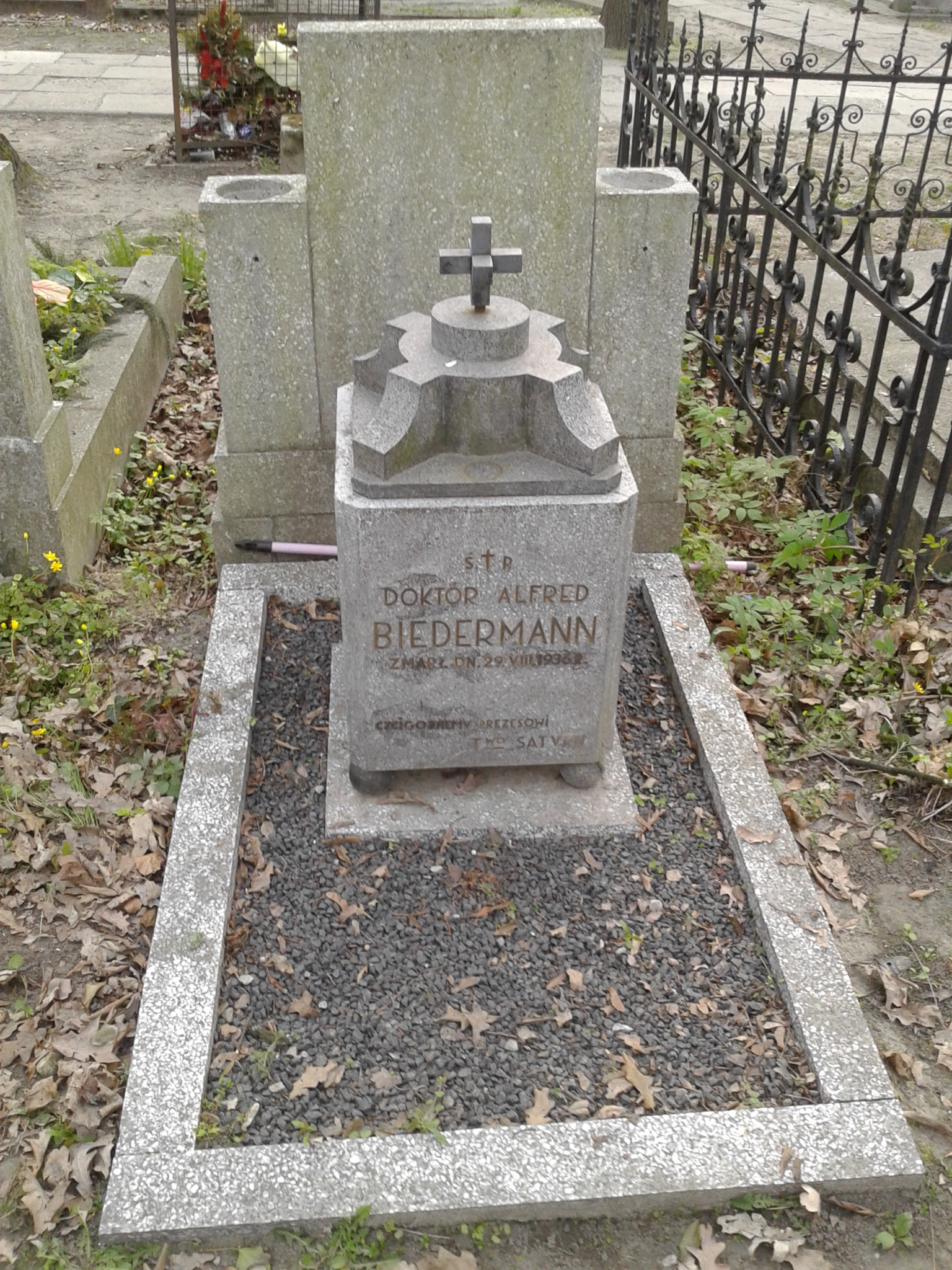
Grób Alfreda Biedermana, z pomnikiem ufundowanym przez Towarzystwo Akcyjne „Saturn”

Zmarł 29 sierpnia 1936 roku w Bad Nauheim (Niemcy). 12 września 1936 roku został pochowany na Starym Cmentarzu w Łodzi, w części ewangelickiej (kwatera 41/K2, plac 45), w 2. rzędzie alei „dębowej”, pod jednym z nielicznych na łódzkich cmentarzach przykładem funeralnego modernizmu. Pomnik z fundacji Towarzystwa Górniczego „Saturn”.

## Rodzina
16 listopada 1892 roku ożenił się z jedyną córką łódzkiej rodziny fabrykanckiej Ludwika Meyera i Matyldy z Haentschlów – Zofią (Sophie) Malwiną (1870–1895). Miał z nią dwóch synów: Rolfa Alfreda (ur. 1893) i Helmuta Hansa Ludwika (ur. 1895). Sophie zmarła w trzy tygodnie po drugim porodzie z powodu gorączki połogowej. Została pochowana na cmentarzu ewangelickim w Łodzi przy ul. Ogrodowej.
Po raz drugi ożenił się pięć lat po śmierci pierwszej żony (w 1900 roku) z Martą Anną von Berens, z którą miał troje dzieci: Margę Sofię (Ender) (1900–1992), Alfreda Roberta (1902–1964) i Roberta Arno (1909–1945).

## Ordery i odznaczenia
- Krzyż Komandorski Orderu Odrodzenia Polski (10 listopada 1927)[16]
- Złoty Krzyż Zasługi (7 marca 1930)[8]